# 厚唇弱棘鯻
厚唇弱棘鯻（學名：Hephaestus fuliginosus）為鱸形目鱸亞目鯻科的其中一種，分布於澳洲北領地戴利河至昆士蘭伯德金河流域，另有報告指出在巴布亞紐幾內亞南部發現的紀錄，為特有種，本魚體粗壯，呈紡錘型，背部隆起且高，頭小而尖，部分成魚會具有肥厚的唇，背鰭硬棘11-12枚；背鰭軟條 12-14枚；臀鰭硬棘3枚；臀鰭軟條8-10枚，體長可達54公分，體重可達6.2公斤，棲息在沙岩底質，水質清澈或混濁的大型溪流底中層水域，可忍受酸性環境（pH值為4.0和溫度在12°C和34°C之間的水域。屬雜食性，以藻類、青蛙、昆蟲、甲殼類、蠕蟲及小魚等為食，繁殖期時，成魚會保護卵並搧動魚鰭提供足夠的氧，可做為遊釣魚。